# Пам'ятникознавство гірниче

Пам'ятникознавство гірниче (рос. памятниковедение горное, англ. science of mining monuments; нім. Bergbaudenkmalkunde f) — розділ пам'ятникознавства, що розробляє теоретичні і практичні основи виявлення, відновлення, вивчення, класифікації, охорони і використання пам'ятників гірничої науки і техніки, здійснює пропаганду історії гірничої техніки, веде популяризацію підвалин науково-технічних знань, а також роботу по безперервній гірничій освіті.
Об'єкт дослідження П.г. — сукупність рухомих і нерухомих пам'ятників гірничої справи та підземного будівництва (виробки шахт, кар'єрів, підземні міста й об'єкти релігійного культу, підземні транспортні комунікації, штучні печери та гроти, а також зразки давньої гірничої техніки, старі прилади, інструменти, рукописи, книги).

## Пам'ятники гірництва у світі
У світі збереглася лише незначна кількість нерухомих пам'ятників гірництва, що зумовлено руйнуванням історичних об'єктів під час подальшої експлуатації родовищ в різні часи, або від природних явищ і сил (затоплення, гірничий тиск і обрушення покрівлі виробок, занесення ґрунтом тощо). Пошуку та відновленню давніх шахт і рудників значною мірою сприяє інтеграція гірничої науки та виробничої археології. Серед всесвітньо відомих нерухомих пам'яток гірництва слід відзначити неолітичну копальню кременю в Кшемьонках (Польща), археологічні райони бронзової доби Каргали (Росія, Приуралля), Картамиш (Україна, Донецький басейн), Тімна, т.з. «копальні царя Соломона» (Ізраїль), Лаврійські срібні рудники (Греція, Аттика), поліметалічні рудники в Госларі у Фрайберзі (Німеччина), шахта золота в Злотим Стоці (Польща), Королівська соляна шахта «Вєлічка» (Польща), навігаційна Лисича штольня у Вальбжиху (Польща), рудник Кутна Гора (Чехія), Коппарбергет (Швеція) та ін.
Рухомі пам'ятники гірничої справи зберігаються в музеях, зокрема в Німецькому гірничому музеї (м. Бохум), Гірничому музеї у Фрайберзі (Німеччина), Німецькому музеї Мюнхена (Німеччина), Гірничому музеї Санкт-Петербургзького гірничого інституту (Росія), Політехнічному музеї Москви (Росія), Національному технічному музеї Праги (Чехія), місті науки й техніки Ла-Вілет у Парижі (Франція), та ін.

## Пам'ятники гірництва в Україні
На території України збереглися унікальні нерухомі пам'ятники гірничої справи: давні виробки на г. Біла під Кам'янець-Подільським, рудники Мужіївського родовища золотоносних руд у Закарпатті, історичні соляні шахти в Солотвино (Закарпаття) та Соледарі (Донбас), печерні міста Криму, ознаки рудників доби бронзи в басейні Сіверського Дінця.
В Україні пам'ятки гірництва можна побачити в музеях Дніпропетровська, Кривого Рогу, Донецька, Луганська. У Донецьку заплановано створити «Музей історії промисловості України», провідне місце в якому буде відведено гірництву.